# Tianyuraptor
Tianyuraptor là một chi khủng long, được Zheng X. Xu X. You Zhao Q. & Dong mô tả khoa học năm 2009.